# 佐竹徳
佐竹 徳（さたけ とく、1897年11月11日 - 1998年2月3日）は、日本の洋画家で日本芸術院会員。瀬戸内市名誉市民（牛窓町名誉町民）。本名・徳次郎。

## 経歴

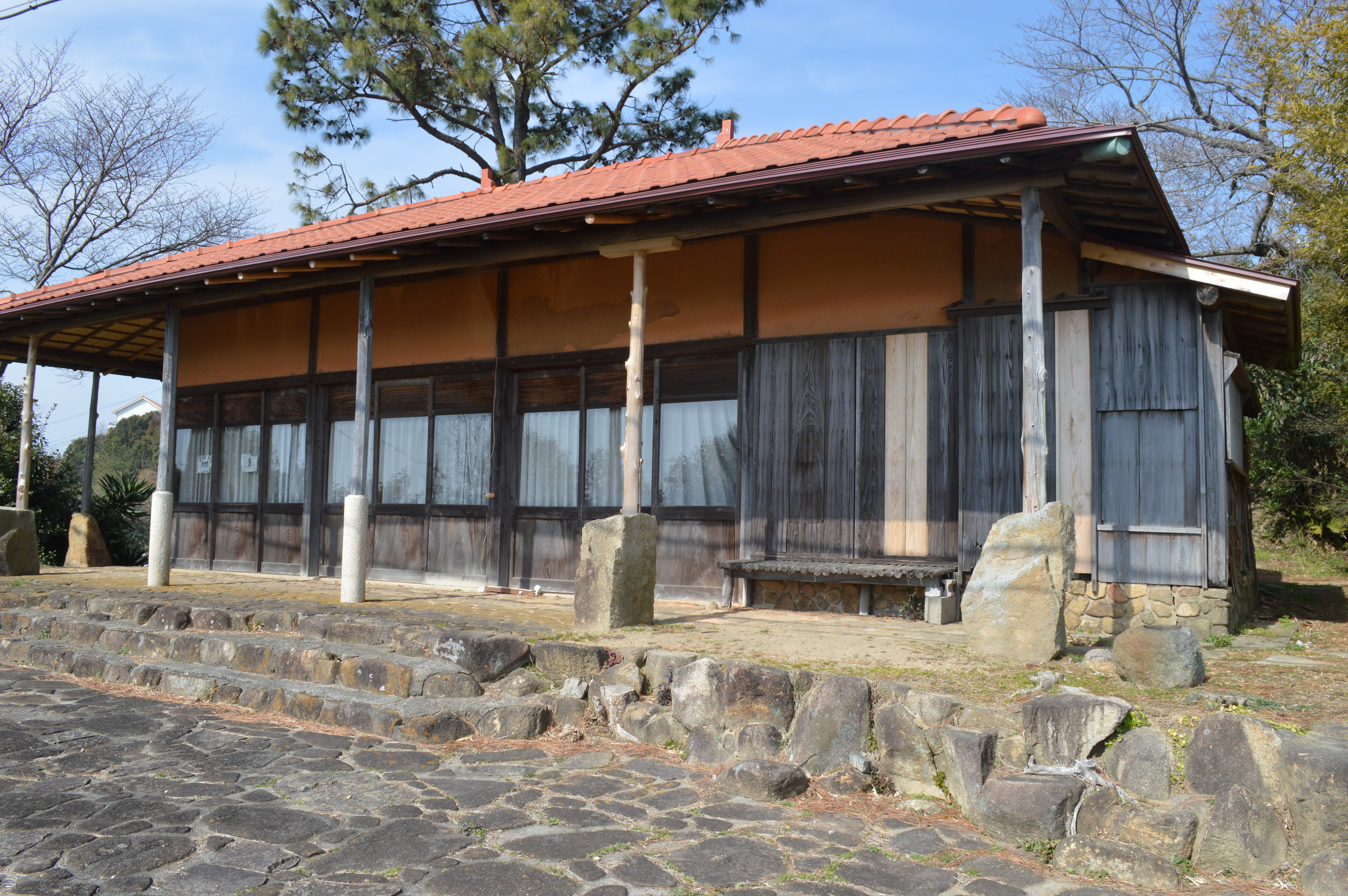
牛窓にあるアトリエ

大阪府大阪市出身。関西美術院では鹿子木孟郎に師事し、東京の川端画学校では藤島武二に師事した。安井曾太郎にも師事しており、ポール・セザンヌに影響を受けたのは坂田一男が理由である。1917年には文展で初入選し、1920年には帝展で入選、1921年には帝展で特選となった。1923年にはキリスト教社会運動家である賀川豊彦の影響でキリスト教に改宗した。
1940年から約20年間は青森県の奥入瀬渓流を創作拠点とし、「渓流の画家」などとも呼ばれた。49歳だった1946年、画家としての名を佐竹徳とする。1959年、旧友の阿藤秀一郎の案内により岡山県の牛窓（現・瀬戸内市）を初めて訪問し、1963年頃からオリーブ園内の“赤屋根の家”をアトリエにオリーブを中心に牛窓の自然を描くようになった。1967年日展「オリーブと海（牛窓）」で内閣総理大臣賞、同作品で1968年日本芸術院賞受賞。
佐竹は牛窓について「僕がオリーブに惹かれるというのは、やはりセザンヌの絵を見ていて、緑が違うと思ったからでしょうね。赤い土とオリーブの青味の勝った緑…。ここ（牛窓）も赤い土です。永年求めていたものにここでぶつかったのです。神様が与えてくれたのでしょう」と語っている。1991年日本芸術院会員。日展顧問。
1998年2月3日、肺炎が理由で岡山市の岡村一心堂病院にて死去。100歳だった。『佐竹徳画集』（日動出版、1994年）がある。2010年に牛窓に開館した瀬戸内市立美術館は、佐竹の油彩画をコレクションの中心とする美術館である。

## 受賞

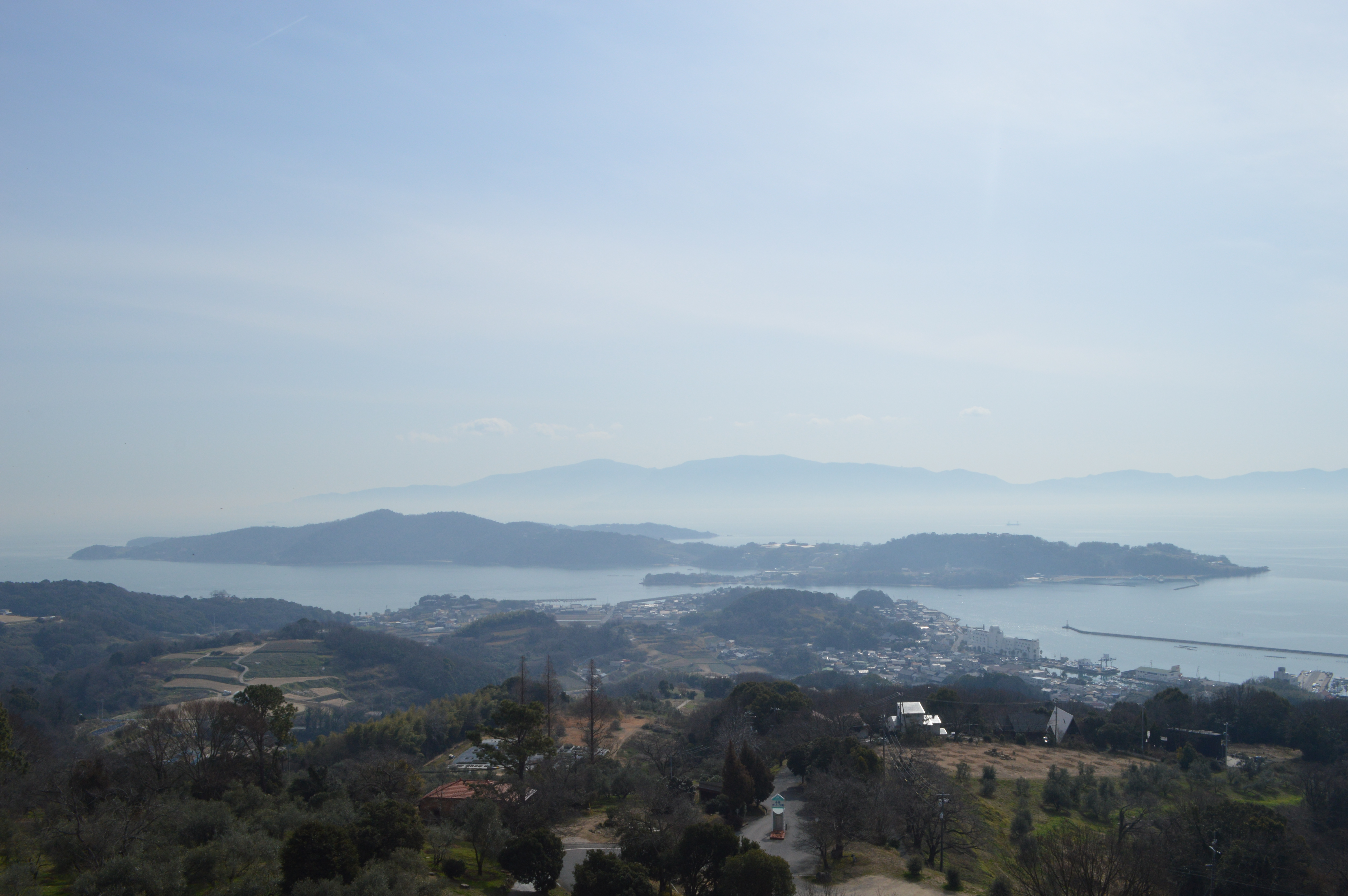
作品の主題となったオリーブ園と多島海

- 1967年 日展 内閣総理大臣賞
- 1968年 日本芸術院賞
- 1989年 中村彝賞
- 1990年 岡山県文化賞
- 1991年 三木記念賞
- 1993年 牛窓町名誉町民